# Maria Rooth
Maria Rooth (Ängelholm, 2 novembre 1979) è una hockeista su ghiaccio svedese.

## Palmarès

### Olimpiadi
- Argento a Torino 2006.
- Bronzo a Salt Lake City 2002.